# Claude Sumner
Claude Sumner SJ (* 10. Juli 1919 in Saskatoon, Saskatchewan; † 24. Juni 2012 in Montreal) war ein kanadischer Äthiopienforscher und Hochschullehrer für Philosophie, der Beiträge zur Erforschung der afrikanischen, insbesondere der äthiopischen Philosophie leistete.

## Leben
Der kanadische Jesuit lebte 45 Jahre lang in Äthiopien und widmete sein Lebenswerk dem Sammeln, Dokumentieren und Auswerten äthiopischer philosophischer Texte und mündlicher Literatur. Ab 1953 war er an der Universität Addis Abeba tätig. Sumner ist Verfasser verschiedener Werke zur äthiopischen Philosophie. Er ist vor allem für seine Arbeit über Zär’a Yaqob und Walda Hewyat bekannt.
1970 wurde er Mitglied des Centre international de logique et de sciences comparées in Bologna, Italien.

## Publikationen
- The Philosophy of Man, Vol. I: From the Upanisads to the British Empiricists, University College Press, 1973.
- The Philosophy of Man, Vol. II: From Kant to the Situation in 1963, Central Printing Press, 1974.
- Ethiopian Philosophy, vol. I: The Book of the Wise Philosophers, Commercial Printing Press, 1974.
- Ethiopian Philosophy, vol. II: The Treatise of Zara Yaecob and Walda Hewat: Text and Authorship, Commercial Printing Press, 1976.
- Ethiopian Philosophy, vol. III: The Treatise of Zara Yaecob and Walda Hewat: An Analysis, Commercial Printing Press, 1978. Online
- Ethiopian Philosophy, vol. IV: The Life and Maxims of Skandes, Commercial Printing Press, 1974. Online
- Ethiopian Philosophy, vol. V: The Fisalgwos, Commercial Printing Press, 1976. Online
- Classical Ethiopian Philosophy, Commercial Printing Press, 1985.
- The Source of African Philosophy: The Ethiopian Philosophy of Man, Steiner Verlag Wiesbaden, 1986.
- Oromo Wisdom Literature: Proverbs, Collection and Analysis, 1995.
- "Zera Yacob", in Arrington, ed, A Companion to the Philosophers, Blackwell, 1999.
- Proverbs, Songs, Folktales: An Anthology of Oromo Literature, Gudina Tumsa Foundation, Addis Ababa, 1996.
- Living Springs of Wisdom and Philosophy, Addis Ababa University, 1999.
- "The Proverb and Oral Society", New Political Science, 21(1):11–31, 1999.
- "The Significance of Zera Yacob's Philosophy", Ultimate Reality and Meaning, 22(3):172–88, 1999.
- "The Significance of Ethiopian Philosophy for the Problematics of an African Philosophy", in Perspectives in African philosophy, Addis Ababa University, 2002.
- "The Light and the Shadow: Zera Yacob and Walda Heywat: Two Ethiopian Philosophers of the Seventeenth Century", in Wiredu and Abraham, eds., A Companion to African Philosophy, 2004.
- (Übers.) Milton, John: Ode sur la nativité. The University College Press, Addis Abeba, 1956